# Skillingenäs
Skillingenäs är en ort i Karlskrona kommun.
Orten är en del av den av SCB definierade och namnsatta tätorten Skavkulla och Skillingenäs.